# Косой Ухаб
Косой Ухаб — посёлок в Лидском сельском поселении Бокситогорского района Ленинградской области.

## История
Посёлок Косой Ухаб учитывается областными административными данными с 1 января 1946 года в Коробищенском сельсовете Ефимовского района.
С 1965 года, в составе Бокситогорского района. В 1965 году население посёлка составляло 149 человек.
По данным 1966 и 1973 годов посёлок Косой Ухаб входил в состав Коробищенского сельсовета Бокситогорского района.
По данным 1990 года посёлок Косой Ухаб входил в состав Ольешского сельсовета.
В 1997 году в посёлке Косой Ухаб Ольешской волости проживали 10 человек, в 2002 году — 7 человек (все русские).
В 2007 году в посёлке Косой Ухаб Заборьевского сельского поселения проживали 5 человек, в 2010 году — 3.
Со 2 июня 2014 года — в составе вновь созданного Лидского сельского поселения Бокситогорского района.
В 2015 году в посёлке Косой Ухаб Лидского СП проживали 3 человека.

## География
Посёлок расположен в восточной части района на автодороге 41К-041 (Ольеши — Нечаевская).
Расстояние до посёлка Заборье — 37 км.
Расстояние до ближайшей железнодорожной станции Заборье — 35 км.
Посёлок находится на левом берегу реки Колпь.

## Демография
| 1997 | 2002 | 2007 | 2010 | 2017 |
| ---- | ---- | ---- | ---- | ---- |
| 10   | ↘7   | ↘5   | ↘3   | ↘2   |

## Инфраструктура
На 1 января 2016 года в посёлке было зарегистрировано 3 домохозяйства.

## Фото

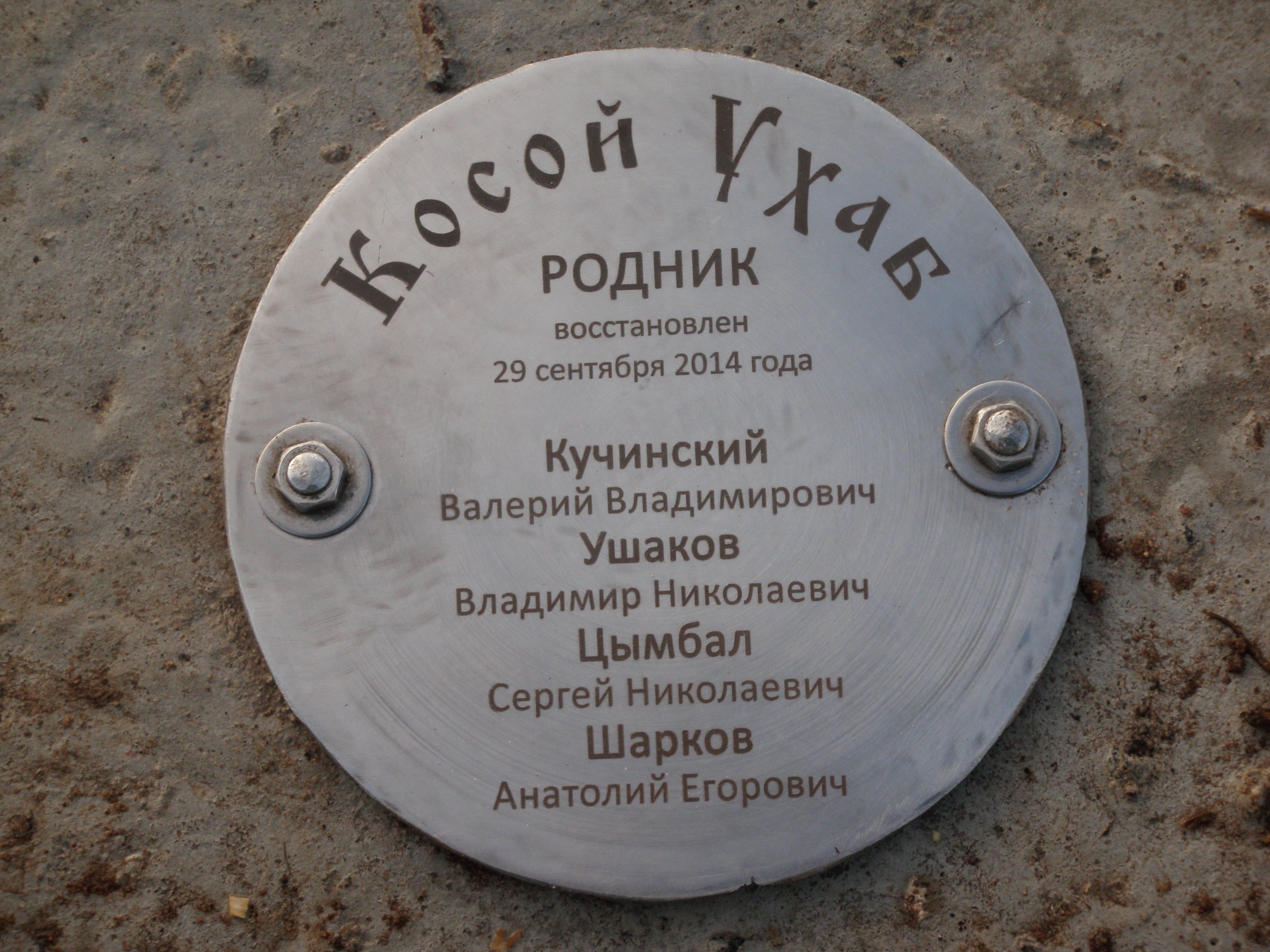
Родник восстановлен жителями д.Косой Ухаб

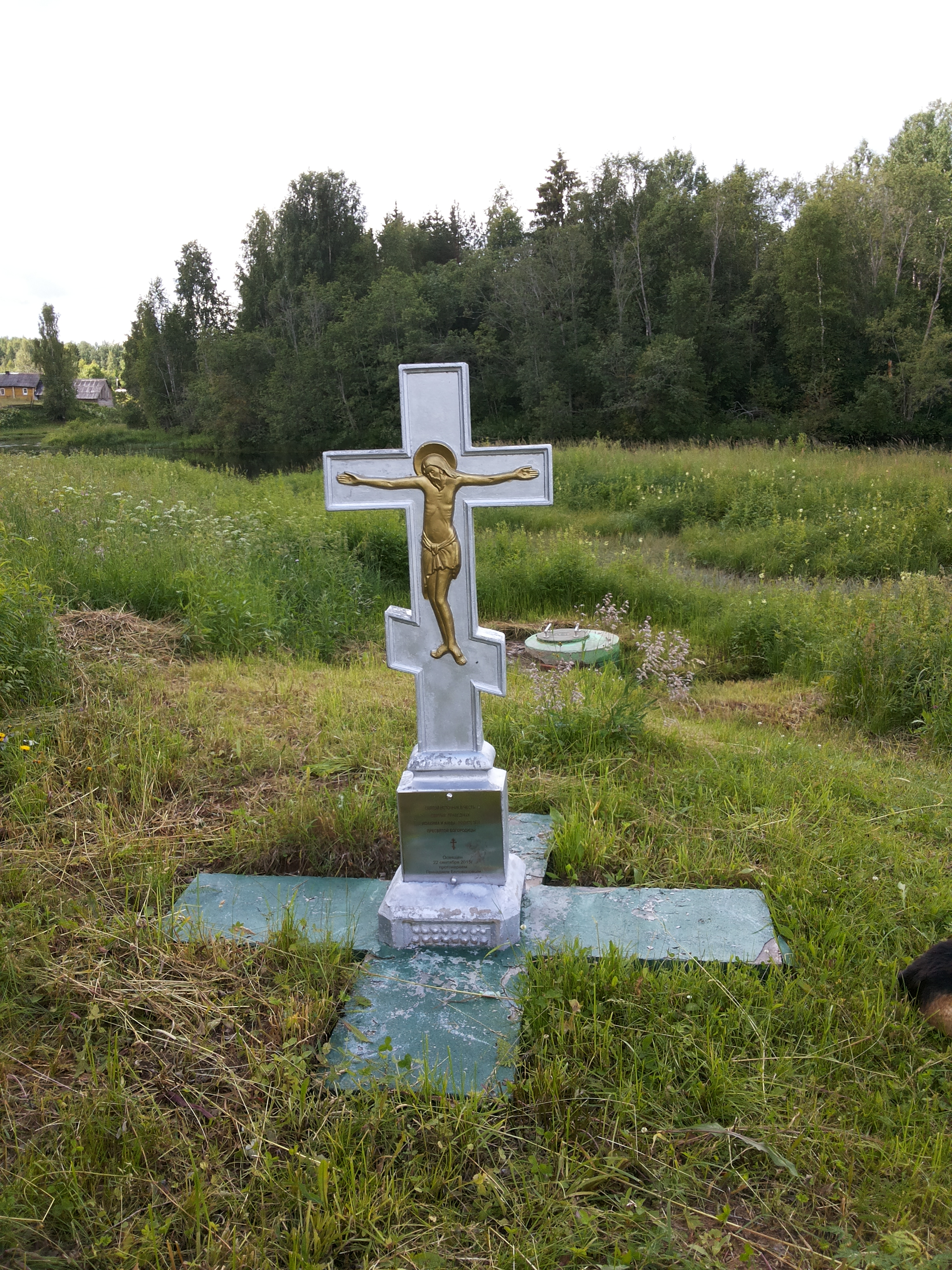
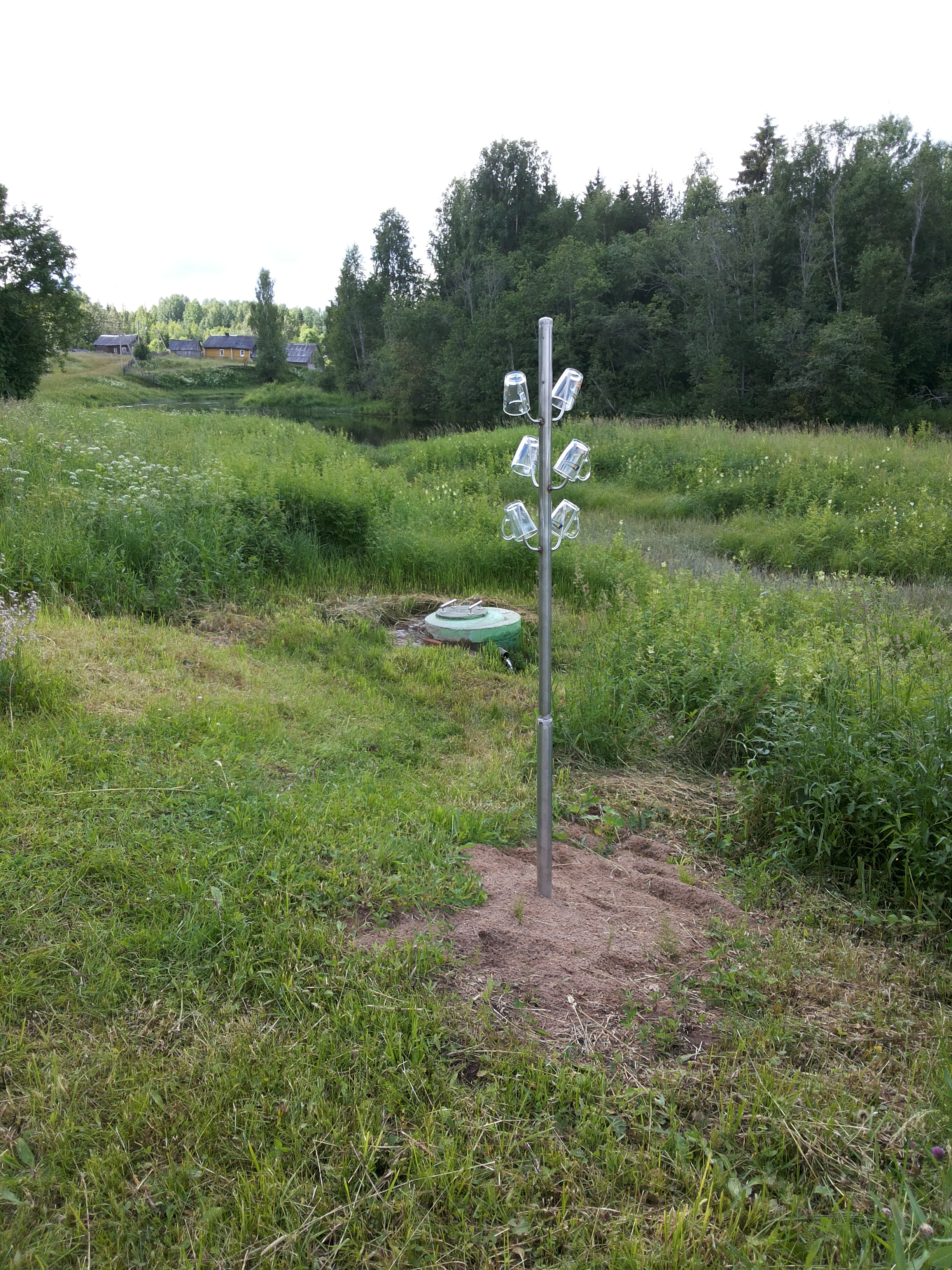
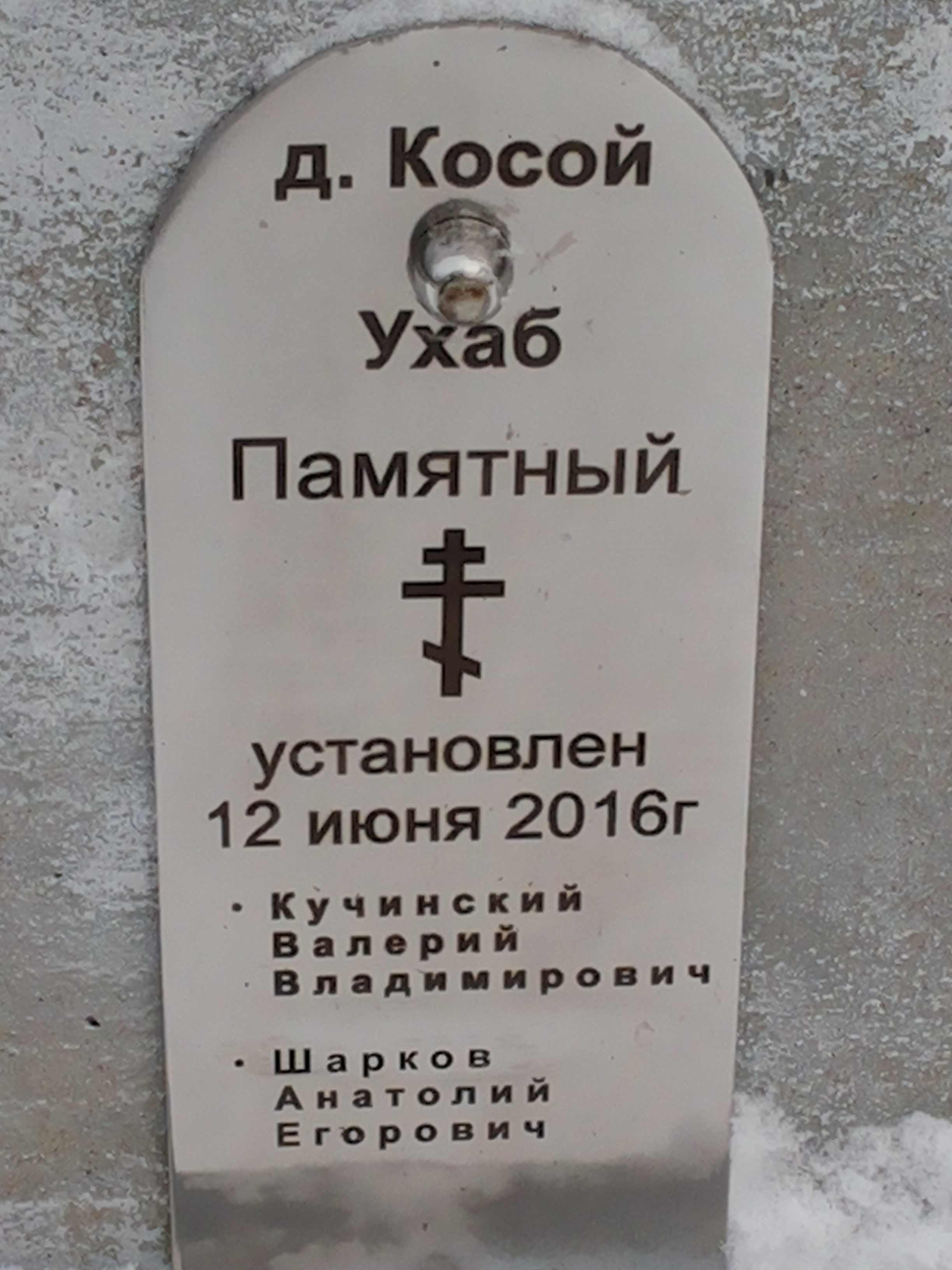
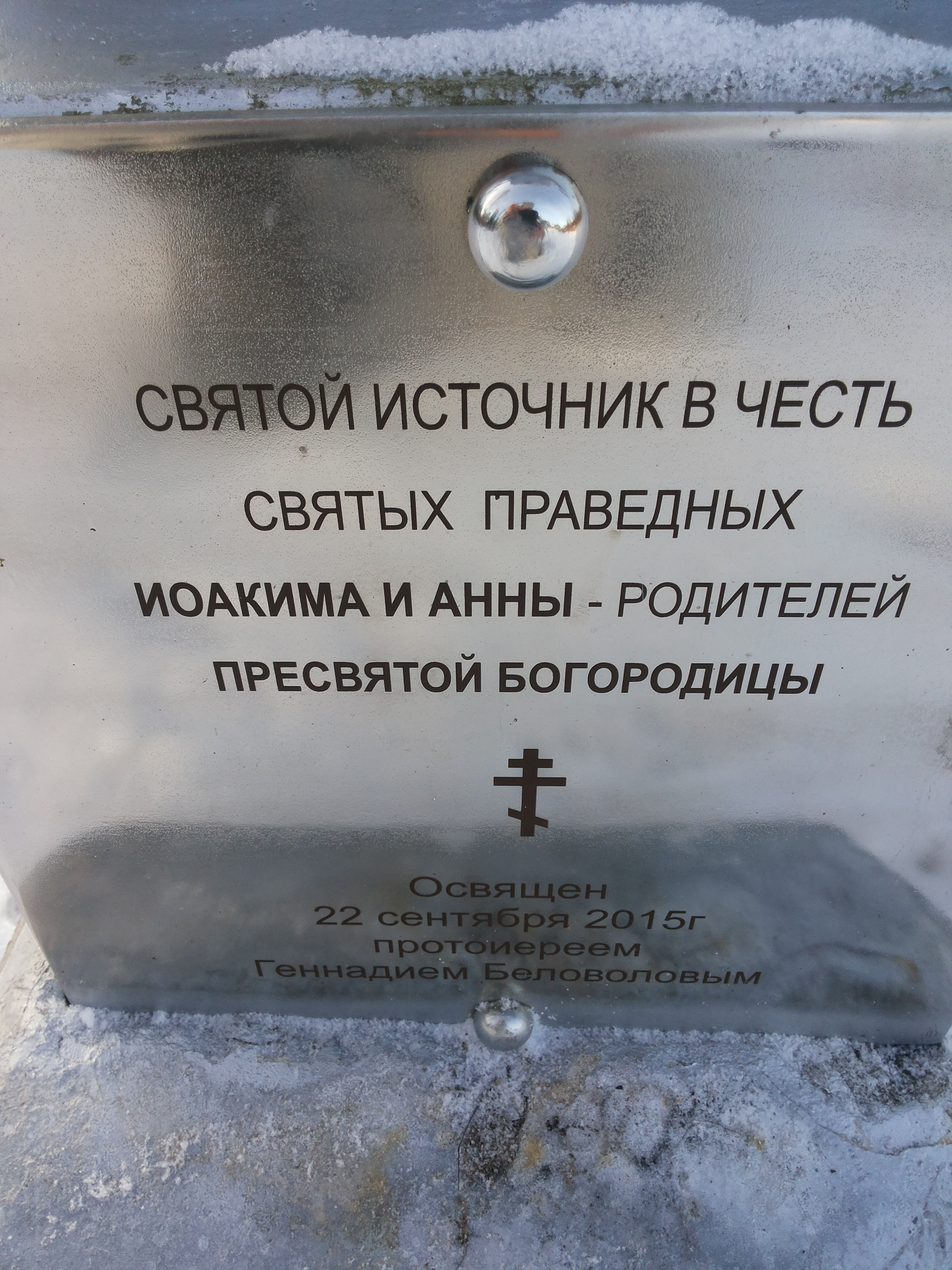